# Pik Pjatnenkova
Pik Pjatnenkova (englische Transkription von russisch Пик Пятненкова Pik Pjatnenkova, deutsch ‚Pjatnenkowspitze‘) ist ein Berg im ostantarktischen Coatsland. Er ragt in den Read Mountains der Shackleton Range auf.
Russische Wissenschaftler benannten ihn. Der Namensgeber ist nicht überliefert.